# فيلان بيلي
فيلان بيلي (بالإنجليزية: Phelan Beale)‏ هو محامي أمريكي، ولد في 23 مايو 1881 في تشاتانوغا في الولايات المتحدة، وتوفي في 12 يونيو 1956 في باس كريستيان في الولايات المتحدة.